# Заполье (Дятловский район)
Запо́лье (бел. Заполле) — деревня в Дятловском сельсовете Дятловского района Гродненской области Белоруссии. По переписи населения 2009 года в Заполье проживало 56 человек.

## Этимология
Название деревни образовано от ориентира: поселение за полями.

## География
Заполье расположено в 11 км к юго-востоку от Дятлово, 147 км от Гродно, 6 км от железнодорожной станции Новоельня.

## История
В 1624 году упоминается в составе Марковского войтовства Дятловской (Здентельской) волости во владении Сапег.
В 1878 году Заполье — деревня в Дятловской волости Слонимского уезда Гродненской губернии (14 дворов, корчма). В 1880 году в Заполье проживало 47 человек.
Согласно переписи населения 1897 года в Заполье насчитывалось 22 дома, проживало 123 человека. В 1905 году — 175 жителей.
В 1921—1939 годах Заполье находилось в составе межвоенной Польской Республики. В сентябре 1939 года Заполье вошло в состав БССР.
В 1996 году Заполье входило в состав колхоза «Россия». В деревне насчитывалось 39 дворов, проживал 101 человек.